# Леженкін Олександр Миколайович
Леженкін Олександр Миколайович (*28 жовтня 1957) — доктор технічних наук, професор кафедри «Технічної механіки» Таврійського державного агротехнологічного університету.

## Біографія
Леженкін Олександр Миколайович народився 28 жовтня 1957 року. 
У 1975 році закінчив Мелітопольський інститут механізації сільського господарства за спеціальністю інженер-механік.
Свою трудову діяльність у МІМСГ Олександр Миколайович розпочав в 1985 році на посаді молодшого наукового співробітника НДЧ. З січня 1986 року до грудня 1988 року навчався в аспірантурі Ленінградського сільськогосподарського інституту технічних наук.
Пізніше працював старшим викладачем на кафедрі теоретичної механіки і теорії механізмів та машин МІМСГу, отримав вчене звання доцента. 
В 2012 р. Леженкін захистив дисертацію на здобуття наукового ступеня доктора технічних наук за спеціальністю «Машини і засоби механізації сільськогосподарського виробництва». У грудні 2013 року отримав звання професора кафедри «Технічної механіки».
На кафедрі, під керівництвом Олександра Миколайовича продовжує роботу лабораторія «Розробка і впровадження Мелітопольської технології та технічних засобів збирання зернових культур обсічуванням рослин на корені». Він є керівником низки наукових програм, які виконуються в університеті, бере участь у конференціях, керує науковою роботою студентів. 